# Monticello (Florida)
Monticello is een plaats (city) in de Amerikaanse staat Florida, en valt bestuurlijk gezien onder Jefferson County.

## Demografie
Bij de volkstelling in 2000 werd het aantal inwoners vastgesteld op 2533.
In 2006 is het aantal inwoners door het United States Census Bureau geschat op 2557, een stijging van 24 (0,9%).

## Geografie
Volgens het United States Census Bureau beslaat de plaats een oppervlakte van
8,8 km², geheel bestaande uit land. Monticello ligt op ongeveer 38 m boven zeeniveau.

## Plaatsen in de nabije omgeving
De onderstaande figuur toont nabijgelegen plaatsen in een straal van 40 km rond Monticello.